# Trogiomorpha
Sous-ordre
Infra-ordres de rang inférieur
- Atropetae
- Psocathropetae

Les Trogiomorpha (Les trogiomorphes en français) sont un sous-ordre d'insectes de l'ordre des Psocoptera.